# Maria Teresa Ferragut Roig
Maria Teresa Ferragut Roig (ur. 14 stycznia 1853 w Algemesí, zm. 25 października 1936) – hiszpańska błogosławiona Kościoła katolickiego.

## Życiorys
W dniu 23 listopada 1872 roku wyszła za mąż za Vincenta Silverio Masia. Z tego związku urodziła dziewięcioro dzieci, a jej cztery córki Maria Wincencja Masia Ferragut, Maria Weronika Masia Ferragut, Maria Felicyta Masiá Ferragut, Józefa Rajmunda Masia Ferragut zostały zakonnicami. Była członkinią Akcji Katolickiej i pełniła obowiązki sekretarki Katolickiego Związku Zawodowego Szwaczek. Została wraz z córkami, którym udzieliła schronienia aresztowana. Wszystkie zostały rozstrzelane, a Maria Teresa Ferragut Roig zginęła ostatnia. Córki żegnała słowami:

Córki moje, nie bójcie się, to tylko moment, a niebo będzie zawsze.

 Jest jedną z ofiar antykatolickich prześladowań religijnych okresu wojny domowej w Hiszpanii.
Marię Teresę Ferragut Roig beatyfikował Jan Paweł II w dniu 11 marca 2001 roku jako męczennicę zamordowaną z nienawiści do wiary (łac. odium fidei) w grupie 232 towarzyszy Józefa Aparicio Sanza.